# Wasserturm Berghausen

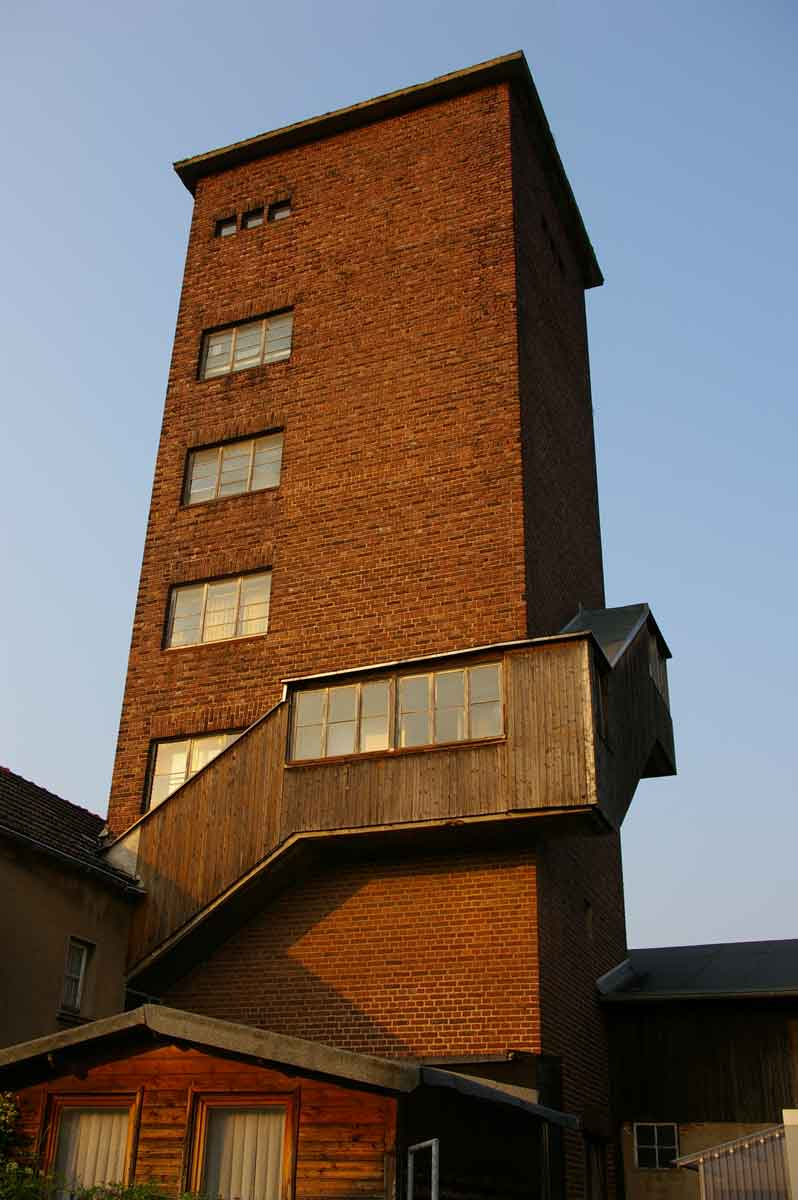
Wasserturm Berghausen, Baudenkmal seit Mai 2005

Der Wasserturm der ehemaligen Firma Gebrüder Jacobi in Langenfeld – Berghausen ist ein Baudenkmal seit Mai 2005.

## Allgemeines
Bis noch zu Beginn des 20. Jahrhunderts war Langenfeld weitgehend agrarisch strukturiert, das heißt, die Landwirtschaft spielte die herausragende Rolle im Erwerbsleben der hier lebenden Bevölkerung. So gab es bis Mitte des 19. Jahrhunderts in Langenfeld keinerlei Industrie oder Gewerbe, die Menschen lebten ausschließlich vom Ertrag ihrer Höfe. Erst mit dem Beginn der Industrialisierung, in Langenfeld-Hardt besonders sinnfällig, ergaben sich weitere Möglichkeiten des Broterwerbs. Dennoch zählte man 1882 noch 92 % aller Haushaltungen als solche mit Landwirtschaft.
Parallel zu der industriellen Entwicklung vollzog sich gleichfalls ein Wandel in der Landwirtschaft. Da immer mehr Menschen von der Landwirtschaft leben mussten, weil eben auch Industriearbeiter mit zu versorgen waren, bemühte man sich früh, dem hier nur mühsam urbar gemachten Boden höhere Erträge abzugewinnen. Früheste Informationen über einen systematisch betriebenen Gartenbau sind von dem evangelischen Pfarrer (1775–1783) an der Martin-Luther-Kirche ’’Johannes Löh’’ überliefert. ’’Löh’’ betrieb Saatgutzucht und gab seine Sämereien auch an seine Mitmenschen weiter. Seine Bemühungen halfen somit gleichsam der breiten Bevölkerung. So berichtete Landrat ’’von Hauer’’ 1832, dass Richrath und Reusrath in der Statistik zwar hinsichtlich des Anbaus von Obst nur an 7. Stelle und bei den Obstbaumplantagen sogar nur an 8. Stelle lagen, jedoch beim Anbau von Gemüse den 4. Platz des Landkreises Solingen einnahmen. Grund für geringere Erträge in der Obstbaumzucht aber waren wohl eher die offensichtlich recht mühsam zu bewirtschaftenden Bodenflächen.
Wegen eines für Gemüseanbau ertragreichen Bodens entschied sich jedenfalls der Landwirt ’’Lambert Nix’’ in den 1870er Jahren für einen Wohnsitzwechsel nach Reusrath und läutete damit eine neue Ära ein. Er erwarb hierzu das Gut Hecke in Hecke und baute dort gewerbsmäßig Gemüse an, dass er auf den umliegenden Märkten verkaufte. Sein wirtschaftlicher Erfolg fand dann schnell Nachahmer.
Gleichwohl spiegelt sich heutzutage in der Landwirtschaft Langenfelds die gesamtwirtschaftliche Entwicklung nach 1945 wider: Auf immer größeren Höfen werden immer mehr Nahrungsmittel mit immer weniger Menschen angebaut ("Mechanisierung der Landwirtschaft").
In Langenfeld haben sich landwirtschaftliche Betriebe halten können, die zum Teil auch im Baumschul- und Zierpflanzenbereich tätig sind. Ein weiteres Überbleibsel aus alten Tagen sind übrigens die Gartenbauvereine, wobei 1992 von den 1400 Mitgliedern kreisweit allein 1000 in Langenfeld wohnten, das mit sechs Vereinen dieser Art zudem die höchste Anzahl an Gartenbau-Vereinen in einer Kommune des Kreises Mettmann aufweist.

## Zum Denkmal selbst

### Geschichte
Die Geschichte des Turms beginnt 1934, als die Gebrüder Jacobi einen Wasserturm für die Wasserversorgung ihrer Großgärtnerei planten. Sie waren, wenn man so möchte, dem Beispiel des Landwirtes Lambert Nix gefolgt und für den Gemüseanbau von Wuppertal nach Langenfeld umgesiedelt. Den Wasserturm errichten sollte das bereits durch Kirchenbauten (etwa St. Paulus) hervorgetretene Bauunternehmen Heinrich Rotterdam. Ihre erste Planung, die Geschosse vollständig durch eine außen verlaufende eiserne Treppe zu erschließen, stieß jedoch auf den Widerstand der Genehmigungsbehörde, sogar der Sachverständigenrat wurde hinzugezogen. Vorgeschrieben wurde schließlich eine innengeführte Treppe ab einer Höhe von 8 Metern. Gründe für den Einspruch der Genehmigungsbehörde waren bauästhetische Gründe. Dennoch ließen sich mit dieser Entscheidung, so das Gutachten, keine Prinzipien einer "Blut-und-Boden-Architektur" an dem Bauwerk ausmachen, sondern "es erhöhten sich mit der Verlegung der Treppe ins Innere die Qualitäten einer ästhetischen Moderne". Nach Vorlage der geänderten Planungen am 5. Oktober 1935 jedenfalls wurde der Turm durch das Bauunternehmen Rotterdam errichtet.

### Beschreibung
Der Turm wurde entgegen ersten Planungen nicht freistehend, sondern an einen bereits bestehenden winkelförmigen Bau angeschlossen. Er weist auf allen vier Seiten plane Backsteinwände auf. Die jeweils mit armiertem Beton ausgeführten Geschossdecken treten nach außen nicht in Erscheinung. Im Süden und Norden des annähernd quadratischen, sechsgeschossigen und über 20 Meter hohen Baus zeigen sich in Höhe des Wasserbehälters lediglich zwei kleine Dreieckfenster. Darüber hinaus lässt sich die Lage des Behälters aus der Außenfassade nicht erschließen. Belebend wirkt die abwechslungsreiche Anordnung der Fensterflächen. Die einstmals wohl nicht umbaute Außentreppe bis in das dritte Obergeschoss wurde mutmaßlich erst in den 1950er Jahren eingehaust. Sie schwingt sich an der Westseite zum zweiten und zur Südseite umknickend zum dritten Geschoss empor. Im Inneren sind die ursprünglichen Einteilungen erhalten, die Wohnnutzung tut dem keinen Abbruch. Die das Oberlicht tragende, Flachdachkonstruktion tritt mit nur einem kleinen Überstand in Erscheinung.

### Bewertung
Künstlerisch sei der Turm ein überraschend qualitätsvoller Beleg für einen der Neuen Sachlichkeit zuzurechnenden Nutzbau. Planentwurf und Ausgewogenheit der Komposition zeugten von erstaunlicher Qualität, besonders vor dem Hintergrund der Ausführung eines Plans einer örtlichen Bauunternehmung. Hervorgehoben wird zudem die abwechslungsreiche Durchfensterung der Außenfassaden, die an das Gelsenkirchener "Hans-Sachs-Haus" des namhaften Architekten Alfred Fischer erinnere. Auffällig sei insbesondere die Qualitätssteigerung gegenüber dem Ursprungsentwurf, der offenbar aber nicht auf Einflüsse von außen (nämlich den angerufenen Sachverständigenrat) zurückzuführen, sondern ein eigener Entwurf sei. Wissenschaftlich sei der Wasserturm ein wirtschaftsgeschichtlicher Beleg für das Größenwachstum eines Gärtnereibetriebes, der schließlich sogar den Bau eines Wasserturmes erforderlich machte. In dieser Größe hätte man eher einen Turm in Zusammenhang mit einer kommunalen Wasserversorgung vermuten können. Städtebaulich besteche der Turm durch seine Lage zwischen B 8 und der Bahnstrecke Köln-Düsseldorf, wo er den Durchreisenden einen wahrnehmbaren Vertikalakzent biete.